# Синтя (чай)
Синтя (яп. 新茶, «новый чай») — японский зеленый чай самого раннего сбора, появляющийся до основного сезона.
Наиболее распространённый японский зеленый чай сэнтя собирается с весны до осени. Синтя — это чай, который обычно собирается с начала апреля по начало мая, раньше, чем «итибантя» (яп. 一番茶, чай первого сбора). Самые первые молодые листья с чайного куста обычно собираются вручную. Его сезон начинается после появления первых почек или с началом нового года по лунному календарю. «Синтя» иногда называют и чай другого сорта (кроме сэнтя), собранный до начала основного сезона. 
Появление в продаже синтя является важным событием для ценителей чая. Он составляет не более 1/5 от ежегодного урожая и стоит значительно дороже остального чая.
Следует отметить, что слово «синтя» чаще всего используется для подчёркивания того, что чай заварен из листа, собранного в этом году. По контрасту, в японском языке существует термин «котя» (яп. 古茶, дословно «старый чай»), заваренный из чайного листа, собранного в прошлом году, что как бы подчеркивает, что сэнтя бывает только раз в году.
Поскольку синтя собирается из молодых листьев, он отличается более мягким вкусом (сладковатым и травяным) и более ярким ароматом, чем традиционный сэнтя. Он также содержит больше полифенолов. Ценители чая относятся к синтя по разному - некоторые предпочитают его сэнтя, другие считают, что его вкус недостаточно раскрывается из-за раннего сбора и немедленного потребления.